# Cal Tolrà
Cal Tolrà és una masia gòtica de Tiana (Maresme) protegida com a bé cultural d'interès local. La masia fou restaurada l'any 1980.

## Descripció
És un edifici civil; es tracta d'una masia amb planta baixa, pis i coberta amb teulada a dues aigües i carener perpendicular a la façana. Al costat dret d'aquesta, hi ha un petit rafal adossat.
En temps posteriors a la construcció inicial s'han obert algunes finestres sobre la façana. En destaca especialment el portal rodó, adovellat, i dues finestres gòtiques del primer pis, l'una d'arc conopial i l'altra amb arc carpanell. Totes dues estan profusament decorades amb lobulats i caparrons esculpits a la línia d'impostes.